# Longinos Navás
Longinos Navás (7 mars 1858 Cabacés, Tarragone - 31 décembre 1938 Gérone) est un prêtre jésuite et entomologiste espagnol spécialiste des Plecoptera et Neuroptera.

## Biographie
Longinos Navás est membre de la Compagnie de Jésus. Il a publié des articles détaillés sur la faune des névroptères d'Espagne dans les Memorias de la Real Academia de ciencias y artes de Barcelona. Ses écrits sur la faune mondiale ont été publiés en espagnol et aussi en allemand, italien et anglais dans des ouvrages entomologiques.
Navás a décrit de nombreuses nouvelles espèces.
Sa collection de névroptères se trouve au musée des sciences naturelles de Barcelone et sa collection de lépidoptères au musée de paléontologie de l'université de Saragosse.